# Ludwig Meidner
Ludwig Meidner (Bernstadt, 18 april 1884 – Darmstadt 14 mei 1966) was een Duitse expressionistische kunstschilder. In zijn jonge jaren was hij leerling bij een steenhouwer. Hij maakte zijn opleiding echter niet af en focuste zich op de kunst.

## Leven
Na zijn afgebroken steenhouweropleiding ging Meidner in 1903 naar de Koninklijke School voor Kunsten in Breslau. Tussen 1906 en 1907 verbleef hij in Parijs. Daar leerde hij Amedeo Modigliani kennen. In 1908 verhuisde hij naar Berlijn, dat hij de intellectuele en morele hoofdstad van de wereld vond. Tijdens zijn verblijf in Berlijn schilderde Meidner slechts enkele landschappen. Hij stond ervan versteld hoe snel de stad groeide. Samen met twee andere joodse kunstenaars richtte Meidner in 1912 de groep ‘Die Pathetiker’ op. Dankzij de galerie Der Sturm (van de kunstenaar Herwarth Walden) kon de groep doorbreken.
In diezelfde periode begon Meidner met een reeks zelfportretten in olieverf, Oost-Indische inkt en andere materialen, opgebouwd uit ritmische lijnen, zigzaggende vouwen en allerlei overdrijvingen. Deze stijl was vernieuwend voor die tijd en zou ook een groot deel van zijn verdere carrière bepalen.
Omstreeks 1913 begon hij met het schilderen van de reeks die hem beroemd heeft gemaakt, de apocalyptische landschappen: panoramische gezichten van (fantasie)steden, afgebeeld in vogelperspectief, alle met een zekere chaos. In 1916, midden in de Eerste Wereldoorlog, werd het laatste van de apocalyptische landschappen voltooid. Na de oorlog, in 1918, kreeg zijn werk meer een religieuze tint.
Vanaf 1923 keerde Meidner zich meer en meer af van het expressionisme en de ‘moderne geest’. Zijn interesse ging steeds meer uit naar het orthodoxe jodendom. Zo maakte hij enkele portretten van profeten. In die periode spendeerde hij ook heel wat tijd aan schrijven, waaronder enkele artikels voor kranten. In de aanloop naar de Tweede Wereldoorlog werd het leven van de joden in en rond Duitsland steeds moeilijker. In 1939 vertrok Meidner naar Engeland, waar hij bleef tot 1952. Daarna keerde hij terug naar Duitsland. In 1966 overleed hij in Darmstadt.

## Meidners werk
Het werk ‘Apocalyptische stad’ werd in 1913 gemaakt en maakt deel uit van een volledige soortgelijke reeks. Op het doek is een stad te zien. Felle kleuren weerspiegelen de chaos die er heerst. Het contrast met de donkere kleuren versterkt het gevoel van een drama. Het lijkt alsof het schilderij inderhaast is geschilderd, wat het expressionisme in het schilderij doet toenemen. In de stad rennen mensen (zo groot als mieren) voor het gevaar. Rechts onderaan staat een toren in brand en in de lucht zijn explosies te zien. Met zijn apocalyptische landschappen lijkt Meidner te anticiperen op de Eerste Wereldoorlog. Anderzijds is het mogelijk dat de apocalyptische landschappen ontstaan zijn uit zijn belangstelling voor (oud-)joodse ondergangsmystiek. Overigens was Meidner gefascineerd door het bruisende stadsleven. Daarom is het ook niet verwonderlijk dat de stad regelmatig in zijn werken tevoorschijn komt.
- Biblioteca Nacional de España: XX1362510
- Bibliothèque nationale de France: cb14416320h (data)
- Catàleg d'autoritats de noms i títols de Catalunya: 981058519382006706
- Gemeinsame Normdatei: 118732579
- International Standard Name Identifier: 0000 0000 8087 0436
- Library of Congress Control Number: n80144545
- Musée national d'archéologie, d'histoire et d'art: lkl009385
- National Gallery of Victoria: 5530
- Nationale Bibliotheek van Tsjechië: mub2014848204
- Nationale Bibliotheek van Israël: 987007265092205171
- Nationale Bibliotheek van Polen: a0000001928458
- Nederlandse Thesaurus van Auteursnamen: 070764069
- RKD-Nederlands Instituut voor Kunstgeschiedenis: 54890
- SNAC: w6kw6k8z
- Système universitaire de documentation: 068733151
- Union List of Artist Names: 500016886
- Virtual International Authority File: 7603180
- WorldCat: E39PBJj4yg8YBqcXmBRKG4PWjC